# HD 16327
HD 16327，又名BD+37 588，SAO 55729、HR 768，是一颗恒星，视星等为6.18，位于銀經145.24，銀緯-20.47，其B1900.0坐标为赤經2h 32m 6.5s，赤緯+37° -20.47′ 39″。